# Лаврова, Галина Даниловна
Галина Даниловна Лаврова (5 декабря 1936, Нижний Тагил — 16 декабря 2008, Нижний Тагил) — российский, советский педагог. Народный учитель СССР (1983).

## Биография
Родилась 5 декабря 1936 года в Нижнем Тагиле в семье рабочего. 
В 1956 году окончила Нижнетагильское педагогическое училище. 
Работала учителем начальных классов Нижнем Тагиле, в средней школе № 60. В 1963 году вместе со своим классом была переведена в среднюю школу № 44, в которой проработала ещё 35 лет до выхода на пенсию.
В 1965 году получила диплом факультета педагогики и методики начального обучения Свердловского педагогического института.
Выпустила много учеников (более 600 ребят), 13 выпусков из начальных классов. Среди выпускников — профессора, врачи, учителя, артисты, журналисты, металлурги, кандидаты медицинских, юридических, технических наук, корреспонденты книги «Уральские ребята».
В 1968 году — делегат III съезда Педагогического общества РСФСР, в 1978 — делегат Всесоюзного и Всероссийского (1987) съездов учителей, Всесоюзного съезда работников народного образования (1988). Участвовала во многих всероссийских совещаний.
В 1970—1980 годах — общественный инспектор городского отдела народного образования, председатель Нижнетагильского отделения Педагогического общества РСФСР. Избиралась депутатом Нижнетагильского городского Совета депутатов трудящихся.
Ей многократно присваивались звания передового работника образования и лучшего по профессии.
Была членом городского совета заслуженных учителей РФ, наставником выпускников педагогического училища, Нижнетагильского педагогического института.
О педагогическом труде, которому посвятила всю свою жизнь Галина Даниловна Лаврова так отзывалась:

Я счастлива, что выбрала профессию учителя. Ведь учитель начальной школы — начало всех начал. Воспитатель человека — дело нелёгкое, но убеждена, — самое интересное в жизни.
Скончалась 16 декабря 2008 года. Похоронена на Центральном кладбище Нижнего Тагила.

## Награды и звания
- Заслуженный учитель школы РСФСР (1975)
- Народный учитель СССР (1983)
- Орден «Знак Почёта» (1971)
- Отличник народного просвещения РСФСР (1969)
- Старший учитель (1977)
- Учитель-методист (1983)
- Многочисленные почётные грамоты, благодарности, медали.
- Почётный гражданин Нижнего Тагила (1999)

## Память
- Школе № 44 в 2009 году было присвоено почётное имя Народного учителя СССР Лавровой Галины Даниловны. 16 декабря 2009 года в память об учителе Г. Д. Лавровой на здании школы была установлена мемориальная доска.
- На могиле Г. Д. Лавровой ко Дню учителя установлен памятник. Надгробие сделано из чёрного камня в виде раскрытой книги с портретом учителя и знаменитыми некрасовскими строчками «Учитель, перед именем твоим…». Рядом с памятником — осенняя рябинка, любимое дерево Г. Лавровой, выполненная тагильским скульптором Александром Ивановым.

Глава города Валентина Исаева на открытии памятника сказала:

Человек жив, пока живет память о нем. Память о Галине Даниловне Лавровой живет в сердцах многих тагильчан, тех, кому она дарила свое тепло, кого она учила видеть и беречь красоту вокруг себя. Я считаю ее и своим учителем по жизни. Она была для меня примером того, каким должен быть настоящий педагог.